# Großsteingrab Potzlow
Das Großsteingrab Potzlow war eine megalithische Grabanlage vermutlich der jungsteinzeitlichen Trichterbecherkultur bei Potzlow, einem Ortsteil von Oberuckersee im Landkreis Uckermark (Brandenburg). Es wurde vermutlich im 18. Jahrhundert zerstört.

## Lage
Nach Johann Christoph Bekmann befand sich das Grab südlich von Potzlow an der Grenze zu Fergitz auf einem Feld.

## Beschreibung
Die Anlage wird von Bekmann nur allgemein als „hohe[s] Hünengrab“ bezeichnet. Nähere Angaben zu Ausrichtung, Maßen oder Typ liegen nicht vor.